# Brontypena
Brontypena é um gênero de traça pertencente à família Arctiidae.